# William Smith (geologo)
William Smith (Churchill, 23 marzo 1769 – Northampton, 28 agosto 1839) è stato un geologo inglese.

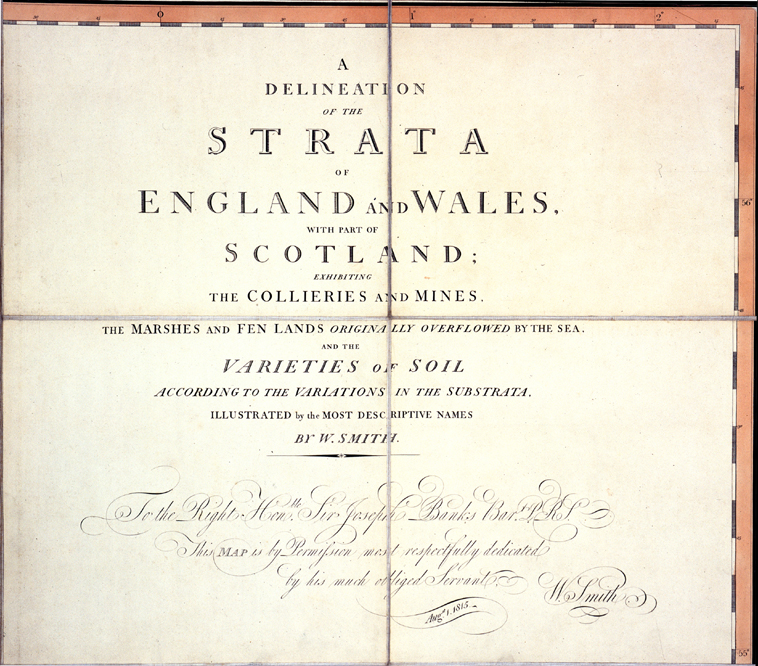
Intestazione della mappa geologica di Smith

Smith fu la prima persona a realizzare una mappa geologica nazionale e pertanto è ritenuto il padre della geologia inglese. La sua celebrità fu in gran parte postuma: il suo lavoro fu copiato, lui stesso fu condannato per debiti e visse una vita di miserie; i fondatori delle prime società geologiche (la geologia, come scienza, nasce all'incirca nello stesso periodo) non considerarono il valore del suo operato in quanto era una persona di umili origini.

## Biografia
Smith nacque in un villaggio dell'Oxfordshire in Inghilterra, ed iniziò lavorando come ingegnere idraulico impegnato nella costruzione di canali. Successivamente lavorando presso una compagnia mineraria, la Somerset Coal Canal Company, presso una miniera a High Litleton (sempre in Inghilterra) si rese conto che la stratificazione era organizzata secondo una sequenza ordinata e prevedibile di rocce, ognuna posta sempre nella stessa posizione relativa rispetto alle altre. 
Inoltre comprese l'utilità dei fossili come strumenti per identificare un determinato strato anche a notevoli distanze da una successione nota. Questi strumenti consentirono a Smith di dimostrare che la successione stratigrafica inglese era costante su tutto il territorio nazionale e nonostante nel frattempo avesse perso il lavoro presso la compagnia mineraria, continuò a tener nota della posizione e dell’età di ogni singolo strato. 
Nel 1799 Smith produsse la prima carta geologica a grande scala, attorno alla città di Bath. Nel 1815 pubblicò la prima mappa dell'Inghilterra, che nelle linee generali non differisce di molto dalle mappe attuali della geologia inglese e le sue convenzioni sull'uso dei colori, per rappresentare formazioni aventi la stessa età, sono più o meno le stesse utilizzate oggi.  
La Geological Society of London riconobbe il valore dell'operato di Smith solo nel 1831, conferendo al geologo la prima medaglia Wollaston. Nella medesima occasione Smith fu definito per la prima volta padre della geologia inglese. Un cratere di Marte porta il suo nome.